# Bolinichthys distofax
Bolinichthys distofax és una espècie de peix de la família dels mictòfids i de l'ordre dels mictofiformes.

## Morfologia
- Els mascles poden assolir 9 cm de longitud total.[4][5]

## Reproducció
Assoleix la maduresa sexual en arribar als 7,5 cm de llargària.

## Hàbitat
És un peix marí i d'aigües profundes que viu entre 100-690 m de fondària.

## Distribució geogràfica
Es troba a l'Atlàntic oriental (Angola), l'Atlàntic occidental (des de la Guaiana fins al Brasil) i el Pacífic occidental.